# MTU航空发动机公司
MTU航空发动机公司（MTU Aero Engines AG）是德国一家飞机发动机制造商，主要生產民用航空引擎的渦輪及壓縮機元件。

## 历史
1968年秋，曼恩涡轮公司与戴姆勒-奔驰公司将各自的飞机发动机研发业务合并成立了涡轮发动机发展公司。
1969年，公司更名为发动机与涡轮联盟公司（MTU），负责两家股东公司的飞机发动机和高速柴油发动机业务。 其中，MTU慕尼黑公司负责飞机发动机，MTU腓德烈港公司负责柴油发动机和其他燃气轮机。
1985年，戴姆勒-奔驰收购了曼恩集团持有的股份，将MTU变成DASA的子公司。2000年，德国航空航天与其他公司合并组建了欧洲航空防务与航天公司，而MTU被剥离，仍然留在戴姆勒克莱斯勒公司。2003年，MTU被出售给私人股权投资公司科尔伯格-克拉维斯-罗伯茨（KKR）。二年后，KKR将其持有股份在德国交易市场出空。
MTU在全球多地建有公司，包括加拿大温哥华、波兰热舒夫和中国珠海。
2000 年，DASA 与其他几家欧洲公司合并，成立了欧洲航空和国防系统 (European Aeronautics and Defense Systems，EADS) 跨国集团，MTU 被拆分并仍然是戴姆勒克莱斯勒的一部分。 三年后，MTU 被出售给私募股权公司 Kohlberg Kravis Roberts & Co. (KKR)。 2005 年，KKR 选择在证券交易所出售其在该公司的所有股份。
2019 年 12 月，赛峰集团（Safran）和 MTU 宣布达成协议，成立一家 50/50 合资企业，管理旨在为未来战斗航空系统提供动力的新型军用航空发动机的开发、生产和售后支持活动。

## 產品

### 廣體客機引擎元件
- 通用電氣CF6所有壓縮機及渦輪
- 通用電氣GEnx發動機外殼
- 通用電氣GE9X發動機外殼

### 窄體客機引擎元件
- 普惠JT8D高壓壓縮機及高壓渦輪，以及部分低壓渦輪
- 普惠PW2000高壓壓縮機、高壓渦輪及噴嘴，以及部分低壓渦輪
- 普惠PW6000部分高壓及低壓壓縮機
- 國際航空發動機V2500部分低壓渦輪

### 公務機引擎元件
- 普惠PW300低壓渦輪
- 普惠PW500低壓渦輪、燃料混合器及外殼
- 普惠PW800低壓渦輪，以及部分高壓渦輪